# Warstwy chochołowskie
Warstwy chochołowskie – to seria skał osadowych, okruchowych morskiego pochodzenia, głównie piaskowców, mułowców i iłowców (łupków).
Warstwy chochołowskie występują w środkowej części synklinorium podhalańskiego. Najpełniej odsłaniają się w okolicach Chochołowa, na północ od Gubałówki i w rejonie Kacwina.
Warstwy chochołowskie reprezentują flisz piaskowcowo-łupkowy - flisz normalny. Piaskowce i łupki występują w podobnych proporcjach. W piaskowcach widoczne są pełne sekwencje turbidytowe. Występują w nich dość liczne wkładki tufitowe.
Ich wiek oceniany jest na oligocen.